# المهاشمة (الجوف)
المهاشمة هي إحدى قرى الجمهورية اليمنية. تتبع جغرافيا لمحافظة الجوف و إداريًا لمديرية خب والشعف. يبلغ تعداد سكانها 4258 نسمة حسب الإحصاء الذي أجري عام 2004.